# John Darcy, 5. Baron Darcy de Knayth
John Darcy, 5. Baron Darcy de Knayth (nach anderer Zählung 4. Baron) (* 1377; † 9. Dezember 1411) war ein englischer Adliger.

## Leben
John Darcy entstammte der englischen Familie Darcy. Er war der älteste Sohn von Philip Darcy und von dessen Frau Elizabeth Grey. Nach dem Tod seines Vaters wurde ihm am 12. Juni 1399 sein Erbe übergeben. Ein erheblicher Teil der Besitzungen erhielt aber seine Mutter Elizabeth als lebenslanges Wittum, sie überlebte ihn und starb erst 1412.  Offenbar wurde die Übertragung von Darcys Erbe vereinfacht, damit er die Thronbesteigung von König Heinrich IV. unterstützen konnte. Ab August 1399 wurde er zu allen Parlamenten des Königs geladen. Im Mai 1402 wurde er ermächtigt, einen Aufruhr niederzuschlagen. 1407 gehörte er zum Heer des Thronfolgers Henry, mit dem dieser die Rebellion von Owain Glyndŵr in Wales bekämpfte. Dennoch erreichte Darcy nie die militärische oder politische Bedeutung, die sein Vater oder sein Großvater gehabt hatte.
Darcy hatte Margaret Grey († 1454), die einzige Tochter von Henry Grey, 5. Baron Grey de Wilton und von dessen Frau Elizabeth Talbot geheiratet. Mit ihr hatte er mindestens zwei Söhne:
- Philip Darcy, 6. Baron Darcy de Knayth (um 1398–1418)
- Sir John Darcy (vor 1412–1458) ⚭ Joan de Greystock

Bei Darcys Tod wurden seine Besitzungen mit jährlichen Einkünften von nur wenig über £ 100 wohl unterbewertet. Seiner Witwe Margaret wurden im Juni 1412 aus den Besitzungen der Familie jährlich £ 40 für den Lebensunterhalt von ihr und von ihren anderen Kindern bewilligt. Margaret heiratete vor dem 12. Juli 1421 in zweiter Ehe Sir Thomas Swynford aus Lincolnshire. Darcys Erbe wurde sein ältester Sohn Philip.